# (22351) 1992 UT2
1992 يو تي 2 (ويعرف أيضًا باسم (22351) 1992 يو تي 2 وفق تسمية الكوكب الصغير) (بالإنجليزية: 1992 UT2)‏ هو كويكب ضمن حزام الكويكبات؛ وترتيبه 22351 من حيث الاكتشاف.
اكتُشف هذا الجُرم الفلكي بواسطة Kin Endate ‏ في 19 أكتوبر 1992.

## وصلات خارجية
- (22351) 1992 UT2 في قاعدة بيانات مختبر الدفع النفاث لأجرام النظام الشمسي الصغيرة

- الاكتشاف · مخطط المدار ·  العناصر المدارية · المعلمات المادية

- (22351) 1992 UT2 على موقع ويكي سكاي: DSS2, SDSS, GALEX, IRAS, Hydrogen α, X-Ray, Astrophoto, Sky Map, Articles and images